# Fondee
Fondee je česká online platforma pro investování do portfolií pasivně řízených burzovně obchodovaných fondů (ETF). Společnost je regulovaným obchodníkem s cennými papíry pod dohledem České národní banky. Fondee založili v roce 2017 manželé Eva a Jan Hlavsovi.

## Historie
Společnost Fondee byla založena manželi Evou a Janem Hlavsovými v roce 2017. Služba byla oficiálně spuštěna v lednu 2020. Na podzim roku 2020 získalo Fondee investici od J&T Banky. V dubnu 2021 se do dozorčí rady Fondee připojil Pavel Štěpánek, který v minulosti působil jako člen Bankovní rady České národní banky, ředitel České bankovní asociace, člen Rady ředitelů Evropské banky pro obnovu a rozvoj nebo jako náměstek ministra financí. V létě 2021 získalo Fondee druhou investici ve výši 1 milion eur. V lednu 2022 Fondee expandovalo na slovenský trh. V říjnu 2022 měla platforma přes 10000 aktivních klientů. Začátkem roku 2023 začalo Fondee nabízet své služby i v Polsku.

## Služby
Klienti mají na výběr ze 7 klasických a 7 udržitelných (ESG) portfolií. Portfolia jsou složena z dluhopisových a akciových ETF. Každé z portfolií má jiný podíl dluhopisové a akciové složky. Rizikovější portfolia mají vyšší poměr akciové složky, u méně rizikových portfolií převažuje složka dluhopisová. Postoj klienta k riziku a znalosti a zkušenosti s investováním jsou zjištěny úvodním investičním dotazníkem, který má pomoci s nabídkou vhodného produktu.
Minimální výše úvodní investice u Fondee je 1 000 Kč, investovat lze pravidelně i jednorázově. Poplatek za službu je 0,9 % ročně z celkové hodnoty portfolia. Portfolio klientů je pravidelně rebalancováno za účelem udržení požadovaného rozložení portfolia. Obchodování probíhá každý pracovní den s výjimkou specifických dnů, kdy jsou zavřené burzy.